# شتيفان هيرتسوغ
شتيفان هيرتسوغ (بالألمانية: Stefan Herzog)‏ هو لاعب هوكي الجليد نمساوي، ولد في 19 مارس 1983 في سالزبورغ في النمسا.

## وصلات خارجية
- ستيفان هيرزوغ على موقع EliteProspects.com (الإنجليزية)
- ستيفان هيرزوغ على موقع HockeyDB.com (الإنجليزية)